# 옐리자베타 골로바노바
옐리자베타 골로바노바(러시아어: Елизавета Голованова, Elizaveta Golovanova, 1993년 4월 2일 ~ )는 러시아의 미인 대회 우승자이다. 2012년 미스 러시아 우승자이며 미스 유니버스 2012와 미스 어스 2012에서 러시아 대표로 참가했다.